# Euproctis recurvata
Euproctis recurvata är en fjärilsart som beskrevs av John Henry Leech 1899. Euproctis recurvata ingår i släktet Euproctis och familjen tofsspinnare. Inga underarter finns listade i Catalogue of Life.